# Teuvo Moilanen
Teuvo ("Tepi") Moilanen (Helsinki, 12 december 1973) is een voormalig profvoetballer uit Finland, die speelde als doelman gedurende zijn carrière. Hij beëindigde zijn actieve loopbaan in 2006 bij de Finse club FC Hämeenlinna. Behalve in Finland speelde Kavén clubvoetbal in Schotland en Engeland.

## Interlandcarrière
Moilanen kwam in totaal vier keer uit voor de nationale ploeg van Finland in de periode 1997–2003. Hij maakte zijn debuut onder leiding van bondscoach Richard Møller-Nielsen op 20 augustus 1997 in de WK-kwalificatiewedstrijd tegen Noorwegen (0-4) in Helsinki.

## Erelijst
Ilves Tampere
- Suomen Cup

1990